# ショートスクイズ
ショートスクイズ（英: short squeeze）とは、株式市場にてファンダメンタルズではなく市場の技術的要因によって株価が急騰する現象。
ショートセラーが多くの空売りを行い、その銘柄が供給不足・需要過剰になった場合に発生する可能性がある。日本語では、踏み上げ（ふみあげ）と呼ばれることもある。

## 概要
空売りとは、信用取引によって証券会社などから借りた形にした株式を投資家が売り、その後にその株を買い戻して返した形にする行為。株式売却のなかでは、すでに所有する株式を売る「現物売り」と対比される概念である。空売りは（手数料の細かい数字を除いてざっくり計算すると）、株価が売却時よりも購入時の方が低い場合は利益が出るが、株価が売却時よりも購入時の方が高い場合は、逆に損失が出る。
空売りは、買い戻す前に想定外の出来事により株価が急騰する可能性もある。その場合、ショートセラーは損失を小さく抑えるために（損失が大きくなる前に対応して、損失が許容範囲を超えないように手を打とうとするので）、高い株価でも買い戻すことになる。ショートセラーが市場に流通している以上の量の株式を空売りした場合、このように（損失回避のために、多くのショートセラーが連鎖反応的に）買い戻しを行うことでショートスクイズは起こる。
最初にある程度のショートセラーが株式を買い戻すということが起きると、結果として株価が若干上がるため、より多くのショートセラーが買い戻すようになり、株価がさらに大きく上がる。この動きが（一種の連鎖反応として）繰り返され、株式の購入が次々起こることで株価が急騰する可能性がある。
株式の売買のタイミングは、企業が発行している株式の量を超える空売りに繋がる可能性がある。企業が発行している株式の100%以上が空売りされることもあり 、この時に行われる投機的活動のことを裸売りと呼ぶ。
特に高い借入金利を持つ銘柄の場合、ショートセラーに買い戻し行わせる圧力が強まり、ショートセラーたちの反射的な性質・行動を高めるため、ショートスクイズが起こりやすい。
ショートスクイズは、細かく見ると、いくつもの原因で起きうる。まずは単純に株価が上昇した場合にショートセラーによる買い（買い戻し）によって起こる可能性がある。ショートセラーは、株価が上昇した際に、（その空売りの手続きを行った証券会社から示された、その時点での取引限度額などとの関係で）そのままでは空売りを保持し続けられないことを知らせるマージンコールを受け取る、という場合がある。ショートセラーは、マージンコールを受け取った後は買いを行うなどの対応を取る、ということになる。なお、この買い戻しは、事前に損失が大きくなるのを防ぐ目的で自動的に行われることもある。（最近は、証券会社の取り引き画面で提供されている「自動売買」サービスの設定をあらかじめしている個人株式取引者も多い。それ以前に何十年も前から、大量に売買しているファンドなどの組織などでは、たいていは自動売買用のコンピュータを導入して「プログラム売買」を行い、その自動プログラムが、事前に設定したアルゴリズムにもとづいて自動的に売買を実行するようにもなっていた。個人売買者も含めて、それがかなり一般化してしまったので、生身の人間の判断をはさまずに、自動売買システム同士の間でもかなり大きな連鎖反応が起きる。）また、ショートセラーが損切りを行って退場することでもスクイズが発生する可能性がある。さらに、空売りの需要が株式の借り入れの需要を上回った場合にもショートスクイズが発生する可能性があり、プライムブローカーからの借り入れ要求が失敗する。これは破産申請を行おうとしている企業で発生しやすい。
ショートスクイズは時価総額や公開フロートが小さく、売買される株式が少ない銘柄で起こりやすいが、大型株や株式がとても多い銘柄でも発生する可能性がある。また、浮動株が少ない場合や株主の多くが株を売却したくない場合でも短期間のスクイズが発生する可能性が高い。
ショートスクイズの反対はロングスクイズであるが、あまり一般的でない。スクイズは先物取引でも発生することがある。

## 発生例

### フォルクスワーゲングループ
2008年10月、ポルシェによる買収未遂事件がきっかけとなり、DAXのフォルクスワーゲングループの株価が一時210.85ユーロから2日足らずで1000ユーロを超え、世界で最も価値のある企業となった。この騒動を受け、当時ポルシェのCEOを務めていたヴェンデリン・ヴィーデキングは相場操縦の罪に問われた。

### MAAXホールディングス
2012年、米国証券取引委員会はフィリップ・ファルコーネを、MAAXホールディングスが発行した高利回り債権の空売りに関連した相場操縦の罪で起訴した。ファルコーネはある企業が債権を空売りしていることを知り、その債権の全銘柄を購入しショートセラーに貸した。ショートセラーが販売した後に買い戻した結果、彼の投資比率はMAAXの債権全体を超えた。ファルコーネはショートセラーが取引出来なくするために債権を貸すことを止めた結果、債権の価格は急騰した。ショートセラーが取引を行うには、ファルコーネに連絡しなければならなくなった。

### KBIO
2015年11月、マーティン・シュクレリはカロバイオス・ファーマシューティカルズ（KBIO）の株式を調整し、5取引日で株価を10,000%上昇させた。ショートセラーはKBIOのことを「目先のことを何も考えていない」と考えていた。

### GameStop
2021年1月、RedditフォーラムWallStreetBetsをきっかけにGameStopのショートスクイズが発生した。GameStopの株価は2021年1月28日にニューヨーク証券取引所にて483米ドルに達した。